# Seznam dílů amerického seriálu Zlá krev
Toto je seznam dílů seriálu Zlá krev. Americký historický televizní seriál Zlá krev měl premiéru 5. března 2017 na stanici FX.

## Přehled řad
| Řada | Díly | Premiéra v USA | Premiéra v USA |
| Řada | Díly | První díl      | Poslední díl   |
| ---- | ---- | -------------- | -------------- |
| 1    | 8    | 5. března 2017 | 23. dubna 2017 |

## Seznam dílů

### První řada:Bette and Joan(2017)
| Č. v seriálu | Původní název                                      | Režie                 | Scénář                                 | Premiéra v USA  |
| ------------ | -------------------------------------------------- | --------------------- | -------------------------------------- | --------------- |
| 1            | Pilot                                              | Ryan Murphy           | Jaffe Cohen, Michael Zam a Ryan Murphy | 5. března 2017  |
| 2            | The Other Woman                                    | Ryan Murphy           | Jaffe Cohen, Michael Zam a Tim Minear  | 12. března 2017 |
| 3            | Mommie Dearest                                     | Gwyneth Horder-Payton | Tim Minear                             | 19. března 2017 |
| 4            | More, or Less                                      | Liza Johnson          | gina Welch A Tim Minear                | 26. března 2017 |
| 5            | And the Winner is... (The Oscars of 1963)          | Ryan Murphy           | Ryan Murphy                            | 2. dubna 2017   |
| 6            | Hagsploitation                                     | Tim Minear            | Tim Minear a Gina Welch                | 9. dubna 2017   |
| 7            | Abandoned!                                         | Helen Hunt            | Jaffe Cohen a Michael Zam              | 16. dubna 2017  |
| 8            | You Mean All This Time We Could Have Been Friends? | Gwyneth Horder-Payton | Gina Welch                             | 23. dubna 2017  |